# Айзек Кіттс
Айзек Кіттс (англ. Isaac Kitts, 15 січня 1896 — 1 квітня 1953) — американський вершник.
Бронзовий призер Олімпійських Ігор 1932 року в командній виїздці.